# Irak i olympiska sommarspelen 1980
Irak deltog i de olympiska sommarspelen 1980 med en trupp bestående av 43 deltagare. Ingen av landets deltagare erövrade någon medalj.

## Boxning
Lätt flugvikt
- Farid Salman Mahdi
  1. Första omgången — Bye
  2. Andra omgången — Förlorade mot Hipolito Ramos (Kuba) på poäng (0-5)

Flugvikt
- Samir Khiniab
  1. Första omgången — Förlorade mot Hugh Russell (Irland) på poäng (0-5)

Fjädervikt
- Abdulzhava Jawad Ali
  1. Första omgången — Förlorade mot Ravsal Otgonbayar (Irak) på poäng (1-4)

Lätt weltervikt
- Farouk Jawad
  1. Första omgången — Besegrade Peter Aydele (Nigeria) på poäng (5-0)
  2. Andra omgången — Besegrade John Munduga (Uganda) efter knock-out i första omgången
  3. Kvartsfinal — Förlorade mot José Aguilar (Kuba) efter att domaren stoppade matchen i tredje omgången

## Fotboll
Herrar
Gruppspel
|             | Spelade | Vinster | Oavgjorda | Förluster | Gjorda mål | Insläppta mål | Poäng |
| ----------- | ------- | ------- | --------- | --------- | ---------- | ------------- | ----- |
| Jugoslavien | 3       | 2       | 1         | 0         | 6          | 3             | 5     |
| Irak        | 3       | 1       | 2         | 0         | 4          | 1             | 4     |
| Finland     | 3       | 1       | 1         | 1         | 3          | 2             | 3     |
| Costa Rica  | 3       | 0       | 0         | 3         | 2          | 9             | 0     |

Slutspel
|  | Kvartsfinal              | Kvartsfinal           |                         |   | Semifinal               | Semifinal               |   |  | Final | Final |
|  |                          |                       |                         |   |                         |                         |   |  |       |       |
|  | 27 juli 1980 - Moskva    |                       |                         |   |                         |                         |   |  |       |       |
|  |                          |                       |                         |   |                         |                         |   |  |       |       |
|  | Sovjetunionen            | 2                     |                         |   |                         |                         |   |  |       |       |
|  | Sovjetunionen            | 2                     | 29 juli 1980 - Moskva   |   |                         |                         |   |  |       |       |
|  | Kuwait                   | 1                     |                         |   |                         |                         |   |  |       |       |
|  | Kuwait                   | 1                     | Östtyskland             | 1 |                         |                         |   |  |       |       |
|  | 27 juli 1980 - Kiev      |                       | Östtyskland             | 1 |                         |                         |   |  |       |       |
|  |                          | Sovjetunionen         | 0                       |   |                         |                         |   |  |       |       |
|  | Östtyskland              | Sovjetunionen         | 0                       | 4 |                         |                         |   |  |       |       |
|  | Östtyskland              |                       | 2 augusti 1980 - Moskva | 4 |                         |                         |   |  |       |       |
|  | Irak                     | 0                     |                         |   |                         |                         |   |  |       |       |
|  | Irak                     | 0                     | Tjeckoslovakien         | 1 |                         |                         |   |  |       |       |
|  | 27 juli 1980 - Leningrad |                       | Tjeckoslovakien         | 1 |                         |                         |   |  |       |       |
|  |                          | Östtyskland           | 0                       |   |                         |                         |   |  |       |       |
|  | Tjeckoslovakien          | Östtyskland           | 0                       | 3 |                         |                         |   |  |       |       |
|  | Tjeckoslovakien          | 29 juli 1980 - Moskva |                         | 3 |                         |                         |   |  |       |       |
|  | Kuba                     | 0                     |                         |   |                         |                         |   |  |       |       |
|  | Kuba                     | 0                     | Tjeckoslovakien         | 2 | Bronsmatch              | Bronsmatch              |   |  |       |       |
|  | 27 juli 1980 - Minsk     |                       | Tjeckoslovakien         | 2 | Bronsmatch              | Bronsmatch              |   |  |       |       |
|  |                          | Jugoslavien           | 0                       |   | 1 augusti 1980 - Moskva | 1 augusti 1980 - Moskva |   |  |       |       |
|  | Jugoslavien              | Jugoslavien           | 0                       | 3 | 1 augusti 1980 - Moskva | 1 augusti 1980 - Moskva |   |  |       |       |
|  | Jugoslavien              |                       |                         |   |                         | Sovjetunionen           | 2 |  |       |       |
|  | Algeriet                 | 0                     |                         |   |                         | Sovjetunionen           | 2 |  |       |       |
|  | Algeriet                 | 0                     | Jugoslavien             | 0 |                         |                         |   |  |       |       |
|  |                          |                       | Jugoslavien             | 0 |                         |                         |   |  |       |       |

## Friidrott
Herrarnas 110 meter häck
- Abdul Jabbar Rahima
  - Heat — 14,89 (→ gick inte vidare)

Herrarnas 4 x 400 meter stafett
- Hussain Ali Nasayif, Ali Hassan Kadhum, Fahim Abdul Al-Sada och Abbas Murshid Al-Aibi
  - Heat — 3:10,5 (→ gick inte vidare)

Herrarnas 400 meter häck
- Ali Hassan Kadhum
  - Heat — startade inte (→ gick inte vidare)

Herrarnas tresteg
- Mujhid Fahad Khalifa
  - Kval — 15,86 m (→ gick inte vidare)